# Делта (Пенсільванія)
Делта (англ. Delta) — місто (англ. borough) в США, в окрузі Йорк штату Пенсільванія. Населення — 707 осіб (2020).

## Географія
Делта розташована за координатами 39°43′36″ пн. ш. 76°19′38″ зх. д. / 39.72667° пн. ш. 76.32722° зх. д. (39.726707, -76.327131).  За даними Бюро перепису населення США в 2010 році місто мало площу 0,68 км², уся площа — суходіл.

## Демографія
Згідно з переписом 2010 року, у селищі мешкало 728 осіб у 277 домогосподарствах у складі 183 родин. Густота населення становила 1073 особи/км².  Було 321 помешкання (473/км²).
Расовий склад населення:
| - 95,7 % — білих - 1,5 % — чорних або афроамериканців - 0,4 % — азіатів - 0,3 % — корінних американців |

До двох чи більше рас належало 1,5 %. Частка іспаномовних становила 1,4 % від усіх жителів.
За віковим діапазоном населення розподілялося таким чином: 28,8 % — особи молодші 18 років, 59,8 % — особи у віці 18—64 років, 11,4 % — особи у віці 65 років та старші. Медіана віку мешканця становила 36,4 року. На 100 осіб жіночої статі у селищі припадало 93,6 чоловіків;  на 100 жінок у віці від 18 років та старших — 89,7 чоловіків також старших 18 років.
Середній дохід на одне домашнє господарство  становив 56 155 доларів США (медіана — 45 833), а середній дохід на одну сім'ю — 64 308 доларів (медіана — 61 250). Медіана доходів становила 36 310 доларів для чоловіків та 39 167 доларів для жінок. За межею бідності перебувало 19,1 % осіб, у тому числі 29,0 % дітей у віці до 18 років та 10,8 % осіб у віці 65 років та старших.
Цивільне працевлаштоване населення становило 302 особи. Основні галузі зайнятості: освіта, охорона здоров'я та соціальна допомога — 18,9 %, виробництво — 12,6 %, роздрібна торгівля — 11,3 %.